# Naturmuseum Senckenberg

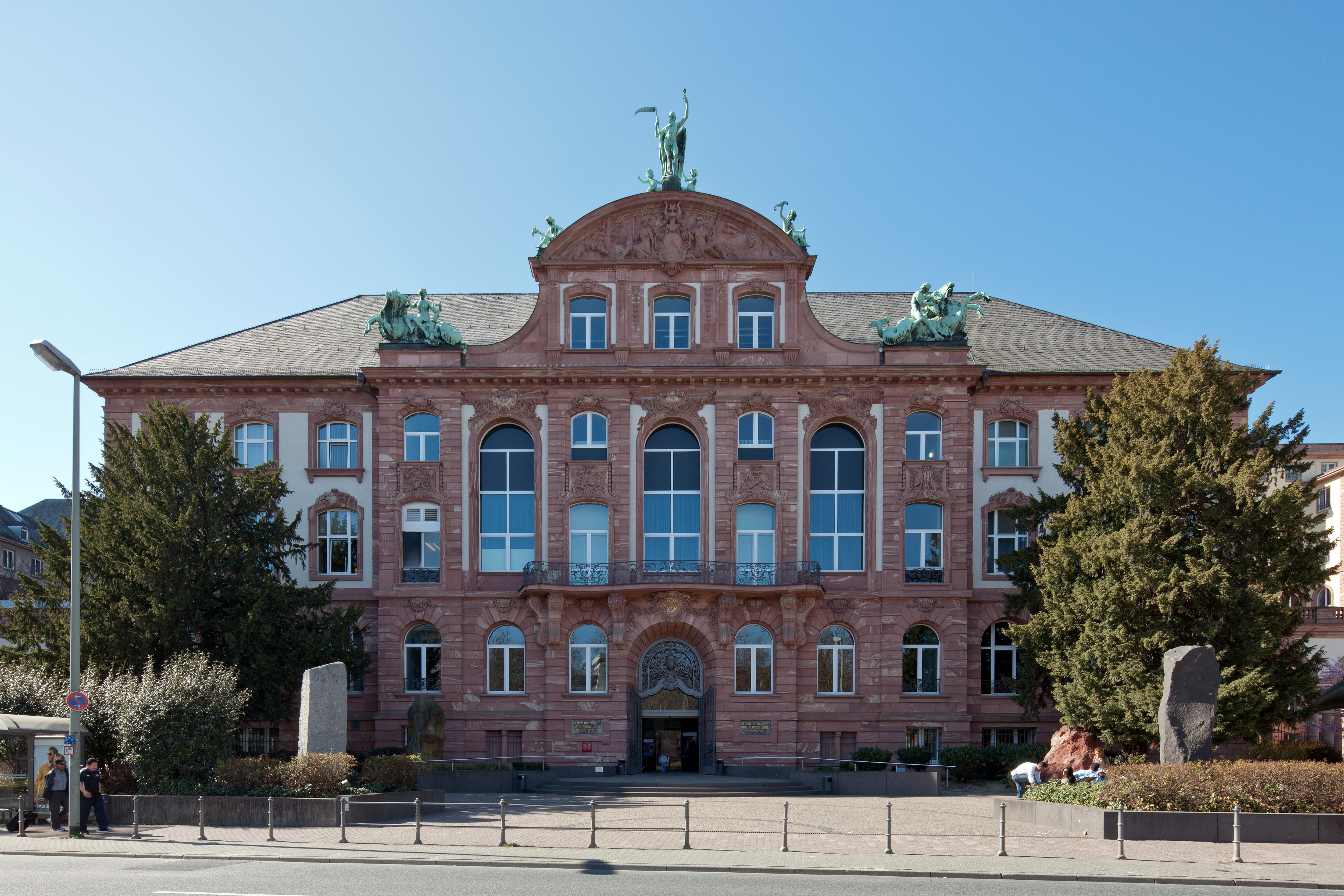
Het museum

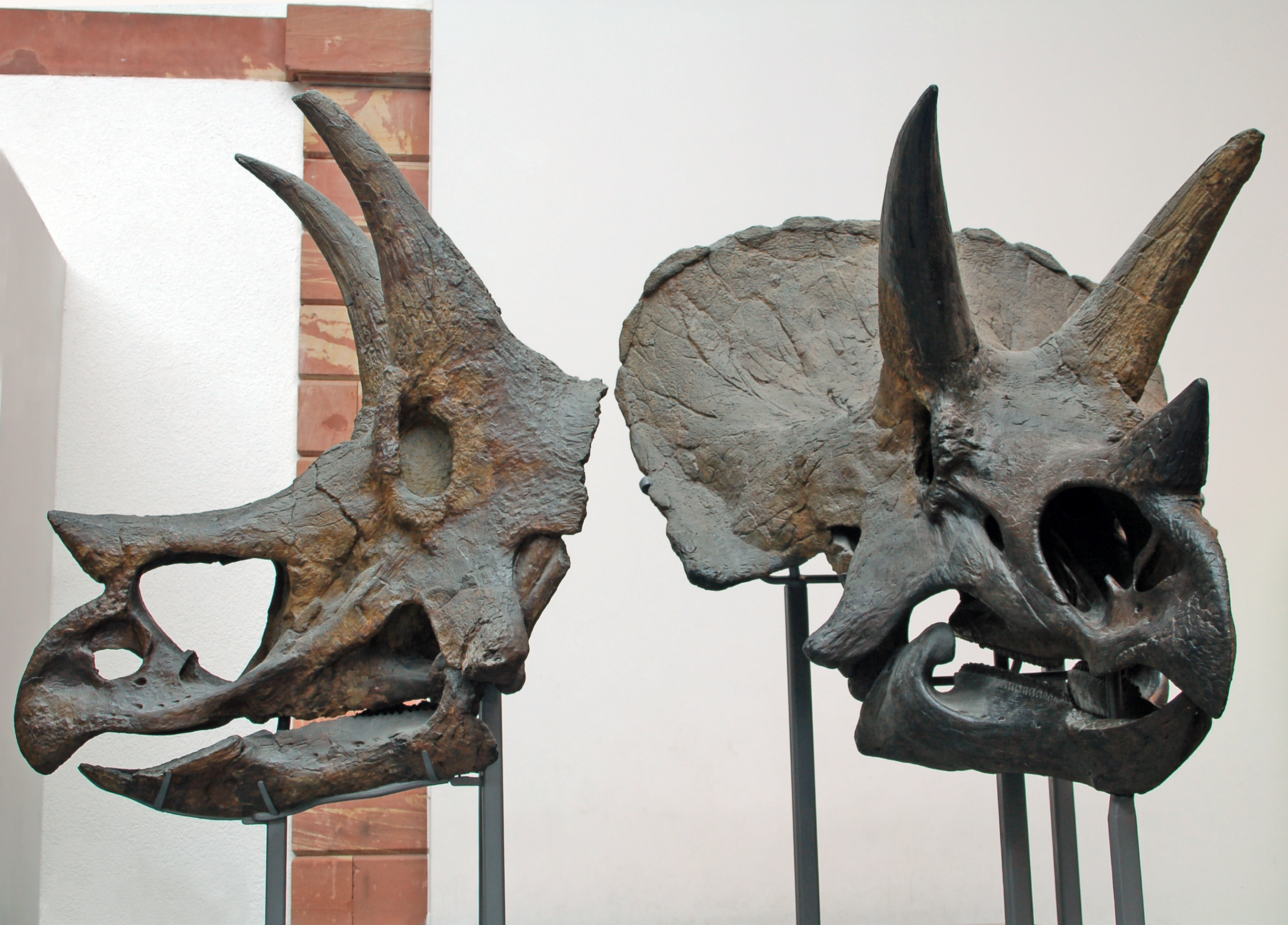
Triceratops-schedels in het museum

Het Naturmuseum Senckenberg is een museum in Frankfurt am Main. Het is het grootste museum van natuurwetenschappen in Duitsland. Het gebouw waarin het Naturmuseum Senckenberg is ondergebracht werd gebouwd tussen 1904 en 1907 buiten het centrum van Frankfurt in hetzelfde gebied als de Johann Wolfgang Goethe Universität, die ontstond in 1914. Het museum is eigendom van en wordt gerund door de Senckenberg Nature Research Society. 
Het museum is vooral populair bij kinderen, die genieten van de omvangrijke collectie dinosaurusskeletten: het Naturmuseum Senckenberg heeft dan ook de grootste tentoonstelling van grote dinosauriërs in Europa. Eén specifieke vondst is een dinosauriërfossiel met unieke, bewaard gebleven huid. Ook heeft het museum een van 's werelds grootste en diverse collectie opgezette vogels van ongeveer 1000 soorten. In 2004 kreeg het museum bijna 400.000 bezoekers over de vloer.
Vandaag de dag worden bezoekers buiten het gebouw begroet door grote reconstructies van dinosauriërs die gebaseerd zijn op de laatste wetenschappelijke theorieën van het uiterlijk van deze prehistorische dieren. Blikvangers zijn een Parasaurolophus, een gefossiliseerde Psittacosaurus en een Oviraptor. Publiekstrekkers zijn de Tyrannosaurus rex, de Iguanodon en de mascotte van het museum, de Triceratops.
Hoewel de meeste bezoekers worden gelokt door de grootte van de dinosauriërs, heeft het Naturmuseum Senckenberg ook een grote collectie dieren van elk tijdperk van de geschiedenis van de aarde. Verschillende fossielen van dieren uit het tijdperk Eoceen die in de Grube Messel zijn gevonden, zijn in het Naturmuseum Senckenberg ondergebracht